# Laurent Dubreuil
Laurent Dubreuil (* 25. Juli 1992 in Québec) ist ein kanadischer Eisschnellläufer. Er wurde 2021 Weltmeister über 500 Meter und gewann 2022 die olympische Silbermedaille im 1000-Meter-Rennen.

## Werdegang

### Anfänge und Erfolge im Juniorenbereich (bis 2012)
Laurent Dubreuil stammt aus Lévis in der Provinz Québec. Er ist der Sohn der Eisläufer Robert Dubreuil und Ariane Loignon, die beide Kanada bei Olympischen Spielen vertraten: Seine Mutter startete bei den Winterspielen 1988 als Eisschnellläuferin, sein Vater nahm an den gleichen Spielen als Shorttracker teil und startete vier Jahre später als Eisschnellläufer. Die Eltern bestärkten Laurent, seinen Bruder und seine Schwester in ihrer sportlichen Entwicklung. Laurent Dubreuil begann in seiner frühen Kindheit mit dem Eislaufen und wurde auf Vereinsebene zwischenzeitlich von seiner Mutter trainiert. Gleichzeitig betrieb er in seiner Jugend weitere Sportarten wie Fußball oder Leichtathletik. Angetan von den olympischen Erfolgen anderer Läufer aus Québec wie etwa Marc Gagnon und Jonathan Guilmette nahm Dubreuil auf dem Eis zunächst sowohl an Wettkämpfen im Shorttrack als auch im Eisschnelllauf teil. Er konzentrierte sich ab Ende der 2000er-Jahre auf den Eisschnelllauf, nachdem er sich im Shorttrack eine Gehirnerschütterung zugezogen hatte. Neben der geringeren Verletzungsgefahr spielte auch Dubreuils Körperbau eine Rolle bei seiner Entscheidung für den Eisschnelllauf: Mit seiner Größe von über 1,80 Metern und einem Gewicht von etwa 85 Kilogramm (190 Pfund) war er nach eigener Aussage für Shorttrackrennen zu groß und schwer. Außerdem sagte er, ihn habe der Zufallsfaktor beim Shorttrack frustriert. Eisschnelllauf empfinde er als gerechter. Seit 2009 trainiert Dubreuil bei dem früheren Eisschnellläufer Gregor Jelonek (Stand 2023).
Anfang der 2010er-Jahre feierte Dubreuil als Junioren-Eisschnellläufer Erfolge auf nationaler und internationaler Ebene. Er gewann drei Goldmedaillen bei den Canada Games 2011 (über 100 Meter, 500 Meter sowie in der Teamverfolgung) und nahm von 2010 bis 2012 an drei aufeinanderfolgenden Juniorenweltmeisterschaften teil. 2011 gewann er dabei in Seinäjoki Silber über 2 × 500 Meter, 2012 in Obihiro triumphierte er auf der gleichen Strecke und gewann Bronze über 1000 Meter. Im Alter von 19 Jahren debütierte er im Januar 2012 im Eisschnelllauf-Weltcup, belegte bei seinem ersten Weltcuprennen über 500 Meter in Salt Lake City den vierten Rang und stellte dabei in 34,66 Sekunden einen Juniorenweltrekord auf. 2011 zeichnete der nationale Eisschnelllaufverband Speed Skating Canada Dubreuil als Aufsteiger des Jahres aus.

### Erweiterte internationale Spitze und Stagnation (2012 bis 2019)

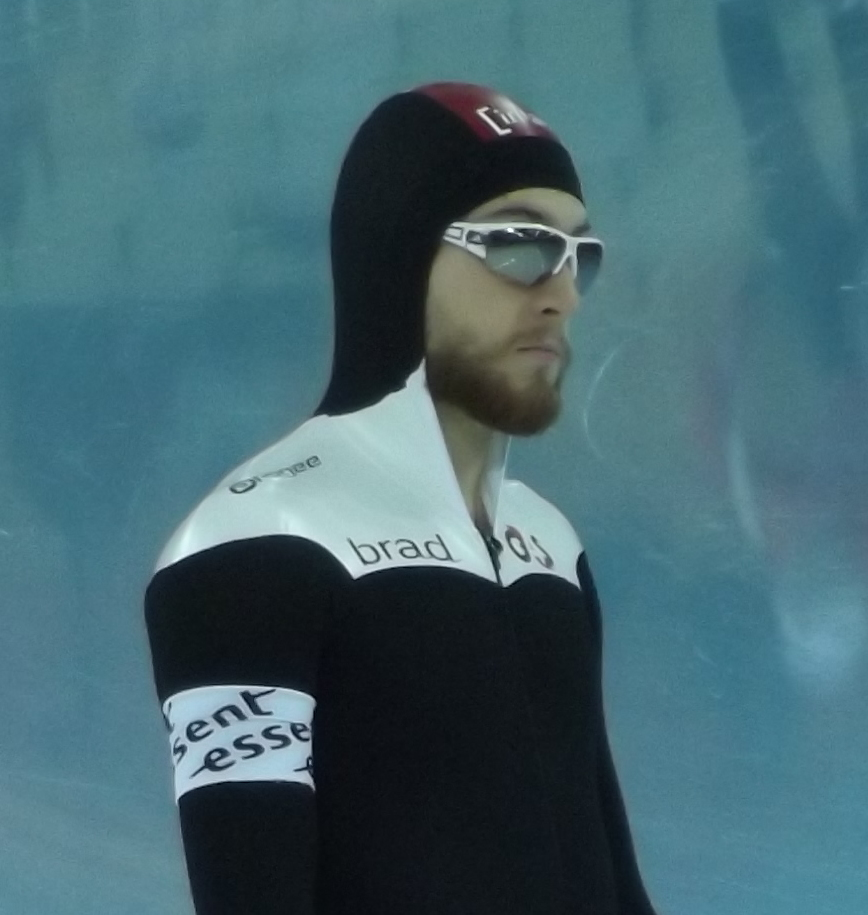
Dubreuil bei den Einzelstreckenweltmeisterschaften 2013 in Sotschi

In seinen ersten Jahren bei den Erwachsenen erreichte Dubreuil sporadisch Top-Ten-Ergebnisse bei internationalen Wettkämpfen, so auch bei den Einzelstreckenweltmeisterschaften 2013 in Sotschi als Neunter über 2 × 500 Meter. Er verpasste die Qualifikation für das kanadische Team bei den Olympischen Winterspielen 2014 als Fünfter des internen 2 × 500-Meter-Auswahlwettkampfs um einen Platz. Für Dubreuil bedeutete die versäumte Olympiaqualifikation einen mentalen Rückschlag: Noch Jahre später nannte er sie die größte Enttäuschung seiner sportlichen Karriere. Er reiste zwar anschließend noch zur Sprint-WM nach Nagano und belegte dort Platz neun, beendete seine Saison dann aber vorzeitig. Im Sommer stellte er unter anderem sein Training um, erhöhte insbesondere das Trainingsvolumen im Bereich der Grundlagenausdauer und erreichte im folgenden Winter 2014/15 in fünf Weltcuprennen das Podest. In der 500-Meter-Gesamtwertung der Wettkampfserie belegte er hinter Pawel Kulischnikow den zweiten Rang. Bei der Einzelstrecken-WM 2015 gewann Dubreuil über 2 × 500 Meter die Bronzemedaille. Speed Skating Canada ehrte ihn gemeinsam mit seinem Teamkollegen Denny Morrison als (männlichen) Eisschnellläufer des Jahres 2015.
An die konstant guten Ergebnisse aus dem Winter 2014/15 knüpfte Dubreuil in den vier folgenden Saisons nicht an, wenngleich er in einzelnen Wettkämpfen Erfolge erzielte: Zusammen mit Vincent De Haître und Christopher Fiola gewann er im November 2016 erstmals ein Weltcuprennen im Teamsprint. Ein Jahr später feierte er in Heerenveen seinen ersten Weltcupsieg in einem 500-Meter-Rennen, wobei sein Vorsprung auf die Niederländer Jan Smeekens und Ronald Mulder wenige Hundertstelsekunden betrug. In den 500-Meter-Weltcupgesamtwertungen belegte Dubreuil dagegen Positionen zwischen den Plätzen neun (2015/16 sowie 2016/17) und vierzehn (2017/18). Bei internationalen Meisterschaften blieb er zwischen 2016 und 2019 ohne Medaille. Später sagte Dubreuil, während andere Läufer im Alter von 22 bis 27 Jahren ihre erfolgreichsten Jahre erlebten, habe er in dieser Zeit über mehrere Jahre keine Fortschritte gemacht und sei schließlich steckengeblieben (im Original: «Alors que les patineurs connaissent leurs meilleures années entre 22 et 27 ans, j’ai été quelques années sans m’améliorer du tout avant que je débloque»). Zugleich habe er den Glauben verloren, er könne zu einem weltweit führenden Athleten aufsteigen. Er qualifizierte sich zwar für die olympischen Eisschnelllaufrennen 2018, belegte bei den Wettkämpfen in Pyeongchang aber lediglich die für ihn frustrierenden Plätze 18 (über 500 Meter) und 25 (über 1000 Meter).

### Gesamtweltcupsiege, Weltmeistertitel und Olympiamedaille (seit 2019)

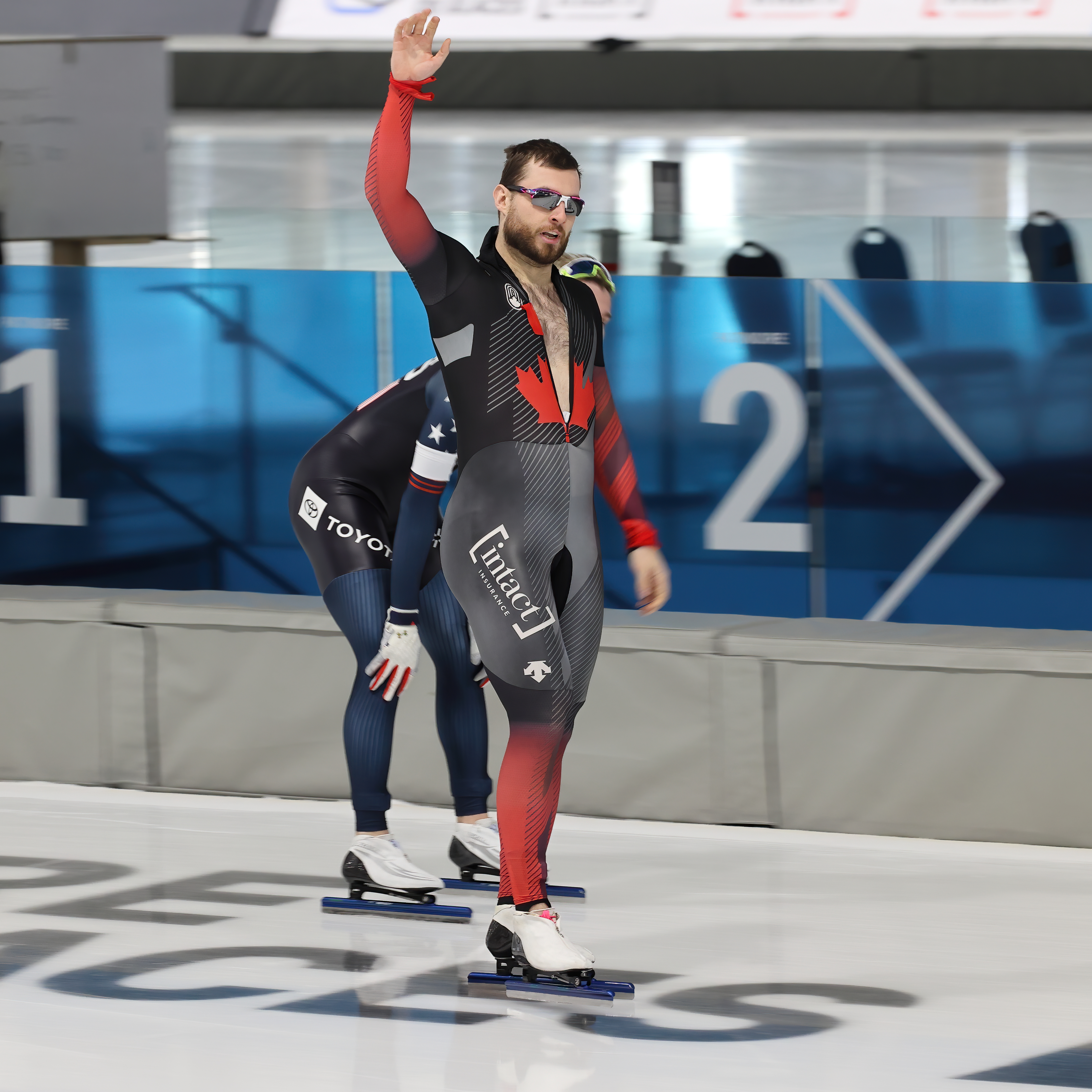
Dubreuil bei den Vier-Kontinente-Meisterschaften im Dezember 2022 in Québec

In den Jahren nach 2019 verbesserten sich Laurent Dubreuils Leistungen deutlich. Sowohl über 500 Meter als auch über 1000 Meter gehörte er im Weltcup zwischen 2020 und 2023 regelmäßig zu den führenden Sportlern: Er gewann die 500-Meter-Gesamtwertung der Serie sowohl 2021/22 (wobei er in neun von zehn Wettkämpfen auf dem Podest stand und in zwei Rennen siegte) als auch 2022/23 (ebenfalls mit zwei Siegen und fünf Podestergebnissen in sechs Rennen). Im 1000-Meter-Klassement wurde er 2022/23 Zweiter hinter Hein Otterspeer. Wie schon 2015 zeichnete ihn Speed Skating Canada 2021 und 2022 als (männlichen) Eisschnellläufer des Jahres aus.
Dubreuil selbst nannte 2023 die vorangegangenen Jahre eine „180-Grad-Wendung“ in seiner sportlichen Laufbahn und führte die Leistungssteigerung auf zwei Entwicklungen zurück: Zum einen habe ihm die Familiengründung mit seiner Partnerin und die Geburt seiner Kinder (* 2019, * 2022) mehr Ausgleich in seinem Leben verschafft, nachdem er zuvor keine Interessen jenseits des Sports gehabt habe. Zum anderen profitiere er seit dem Sommer 2019 von der Zusammenarbeit mit dem Fitnesstrainer Jonathan Pelletier-Ouellet. Wegen einer früh in seiner Karriere zugezogenen Rückenverletzung habe er sein Muskelaufbautraining jahrelang vernachlässigt und dadurch keine Konstanz in seinen Leistungen entwickeln können, weil es ihm an Kraft gefehlt habe. Dank des Trainings mit Pelletier-Ouellet überkam Dubreuil seine Rückenprobleme und verbesserte seine körperliche Verfassung.
Auch bei den internationalen Meisterschaften der frühen 2020er-Jahre feierte Dubreuil Erfolge: 2020 gewann er zunächst Mitte Februar bei der Einzelstrecken-WM in Salt Lake City die Bronzemedaille über 1000 Meter und holte zwei Wochen später bei der Sprint-WM in Hamar Silber im Sprint-Vierkampf. Bei der Einzelstrecken-WM 2021 in Heerenveen schlug er über 500 Meter den Titelverteidiger Pawel Kulischnikow und wurde als zweiter Kanadier nach Jeremy Wotherspoon Weltmeister auf dieser Strecke. Wie im Vorjahr gewann er zudem WM-Bronze über 1000 Meter. Zu den Olympischen Winterspielen 2022 in Peking reiste Dubreuil als Favorit insbesondere für die 500-Meter-Distanz. Zuvor war er auf dieser Strecke in allen Saison-Weltcuprennen auf das Podest gelaufen und hatte den kanadischen Rekord im Dezember 2021 auf 33,77 Sekunden verbessert. Bei Olympia in Peking belegte Dubreuil über 500 Meter mit zwei Zehntelsekunden Rückstand auf den Sieger Gao Tingyu den vierten Platz, während er im 1000-Meter-Rennen die Silbermedaille hinter Thomas Krol gewann. Die nacholympische Sprint-WM 2022 führte Dubreuil nach dem ersten von zwei Wettkampftagen an, musste den Wettbewerb aber wegen eines positiven COVID-19-Tests vorzeitig abbrechen. Bei den Vier-Kontinente-Meisterschaften im Dezember 2022 – den für alle nicht-europäische Athleten geöffneten Titelkämpfen – siegte er über 500 Meter, 1000 Meter sowie im Teamsprint. Drei Monate später wurde er in dieser Disziplin zusammen mit Christopher Fiola und Antoine Gélinas-Beaulieu bei der Einzelstrecken-WM 2023 auch Weltmeister, während er als Titelverteidiger über 500 Meter von dem zwölf Jahre jüngeren Jordan Stolz geschlagen wurde und die Silbermedaille gewann.

## Persönliche Bestzeiten
- 500 m:      33,77 s (aufgestellt am 10. Dezember 2021 in Calgary)
- 1000 m:    1:06,76 min (aufgestellt am 15. Februar 2020 in Salt Lake City)
- 1500 m:    1:47,19 min (aufgestellt am 20. März 2011 in Calgary)
- 3000 m:    4:03,25 min (aufgestellt am 15. September 2012 in Calgary)
- 5000 m:    7:14,40 min (aufgestellt am 10. Januar 2009 in Calgary)
- 10.000 m:   17:17,66 min (aufgestellt am 7. Dezember 2008 in Quebec)

## Teilnahmen an Weltmeisterschaften und Olympischen Winterspielen

### Olympische Spiele
- 2018 Pyeongchang: 18. Platz 500 m, 25. Platz 1000 m
- 2022 Peking: 2. Platz 1000 m, 4. Platz 500 m

### Einzelstrecken-Weltmeisterschaften
- 2012 Heerenveen: 11. Platz 2 × 500 m
- 2013 Sotschi: 9. Platz 2 × 500 m
- 2015 Heerenveen: 3. Platz 2 × 500 m
- 2017 Gangwon: 8. Platz 1000 m, 9. Platz 500 m
- 2019 Calgary: 13. Platz 1000 m, 14. Platz 500 m
- 2020 Salt Lake City: 3. Platz 1000 m, 6. Platz 500 m
- 2021 Heerenveen: 1. Platz 500 m, 3. Platz 1000 m
- 2023 Heerenveen: 1. Platz Teamsprint, 2. Platz 500 m, 11. Platz 1000 m

### Sprint-Weltmeisterschaften
- 2013 Salt Lake City: 13. Platz Sprint-Mehrkampf
- 2014 Nagano: 9. Platz Sprint-Mehrkampf
- 2015 Astana: 8. Platz Sprint-Mehrkampf
- 2016 Seoul: 16. Platz Sprint-Mehrkampf
- 2017 Calgary: 6. Platz Sprint-Mehrkampf
- 2018 Changchun: 12. Platz Sprint-Mehrkampf
- 2019 Heerenveen: 12. Platz Sprint-Mehrkampf
- 2020 Hamar: 2. Platz Sprint-Mehrkampf
- 2022 Hamar: DNF Sprint-Mehrkampf

## Weltcupsiege

### Weltcupsiege im Einzel
| Nr. | Datum             | Ort                 | Disziplin |
| --- | ----------------- | ------------------- | --------- |
| 1.  | 11. November 2017 | Heerenveen          | 500 m     |
| 2.  | 20. November 2021 | Stavanger           | 500 m     |
| 3.  | 10. Dezember 2021 | Calgary             | 500 m     |
| 4.  | 19. November 2022 | Heerenveen          | 500 m     |
| 5.  | 10. Dezember 2022 | Calgary             | 500 m     |
| 6.  | 10. Dezember 2023 | Tomaszów Mazowiecki | 500 m     |

### Weltcupsiege im Team
| Nr. | Datum             | Ort                   |
| --- | ----------------- | --------------------- |
| 1.  | 19. November 2016 | Nagano 1              |
| 2.  | 12. November 2017 | Heerenveen 2          |
| 3.  | 1. Dezember 2017  | Calgary 3             |
| 4.  | 17. Februar 2023  | Tomaszów Mazowiecki 4 |